# Мазев
Мазев (пол. Mazew) — село в Польщі, у гміні Дашина Ленчицького повіту Лодзинського воєводства.
Населення — 269 осіб (2011).
У 1975-1998 роках село належало до Плоцького воєводства.

## Демографія
Демографічна структура станом на 31 березня 2011 року:
|          | Загалом | Допрацездатний вік | Працездатний вік | Постпрацездатний вік |
| -------- | ------- | ------------------ | ---------------- | -------------------- |
| Чоловіки | 128     | 29                 | 84               | 15                   |
| Жінки    | 141     | 19                 | 81               | 41                   |
| Разом    | 269     | 48                 | 165              | 56                   |